# أولاد علي (لحلاف)
أولاد علي هو دُوَّار يقع بجماعة لحلاف مزاب، إقليم سطات، جهة الدار البيضاء سطات في المملكة المغربية. ينتمي الدوّار لمشيخة لحلاف التي تضم 12 دوار. يقدر عدد سكانه بـ 555 نسمة حسب الإحصاء الرسمي للسكان والسكنى لسنة 2004.

## روابط خارجية
- البوابة الوطنية للجماعات الترابية
- المندوبية السامية للتخطيط